# Awatar (album)
Awatar – dziewiąty album studyjny heavymetalowej grupy Turbo. Płyta ukazała się 15 maja 2001 roku nakładem wytwórni muzycznej Metal Mind Productions. Awatar został wydany w dwóch wersjach językowych: polskiej i angielskiej. Płyta dotarła do 21. miejsca na liście OLiS w Polsce.

## Lista utworów
1. „Armia” – 4:26
2. „Upiór w operze” – 5:45
3. „Sen” – 4:32
4. „Granica” – 4:33
5. „LSD” – 5:22
6. „Katatonia” – 5:26
7. „Awatar” – 5:18
8. „Embrion” – 5:14
9. „Fałsz” – 4:43
10. „Lęk” – 4:43
11. „Burn” – 4:27 (cover Deep Purple)
12. „When a blind man cries” – 3:40 (cover Deep Purple)
13. „Neon Knights” – 3:46 (cover Black Sabbath)

## Twórcy
- Grzegorz Kupczyk – wokal prowadzący
- Wojciech Hoffmann – gitara rytmiczna, gitara prowadząca
- Bogusz Rutkiewicz – gitara basowa
- Mariusz Bobkowski – perkusja
- Artur Szałowski, Tomasz Rożek – realizacja nagrania[5]